# Henry Kloss
Henry Kloss (né le 21 février 1929, à Altoona en Pennsylvanie – mort le 31 janvier 2002, à Cambridge dans le Massachusetts) était un éminent ingénieur du son et homme d'affaires qui a participé au progrès des technologies de haut-parleurs hi-fi et de récepteurs radio dès les années 1950 et ce jusqu'à sa mort. Kloss est responsable de bon nombre d'innovations, tel que le haut-parleur à suspension acoustique et la platine à cassettes hi-fi. En 2000, Kloss fut l'un des premiers intronisé au Consumer Electronics Association Hall of Fame. Il a remporté un Technology & Engineering Emmy Award pour son développement du premier système de télé-projection, le Advent Video Beam 1000.
Il est le fondateur de la marque d'appareils audio hi-fi Tivoli Audio

## Carrière
Kloss a été étudiant du Massachusetts Institute of Technology et a cofondé l'Acoustic Research Corporation (AR) avec Edgar Villchur en 1954. Villchur, un ancien professeur de Kloss, avait conçu une nouvelle technique pour fabriquer un haut-parleur précis. Ensemble, ils ont développé le AR Model 1, qui a changé la technique de conception des haut-parleurs. Jusque-là, les haut-parleurs de bonne qualité étaient assez volumineux. En utilisant une enceinte avec une cavité hermétique derrière le cône du haut-parleur, se comportant ainsi comme une source pour étouffer les effets des graves, ils ont été capables de faire des haut-parleurs de taille et de prix réduits. Bien que les haut-parleurs étaient peu puissants comparés aux authentiques, il y avait très peu de distorsions. Le AR-1 a été le premier haut-parleur à suspension acoustique.
Kloss commença sa marque de produits en apposant les initiales de son nom pour KLH en tant que fondateur 1957, avec Malcolm Lowe et J. Anton Hofmann (fils du pianiste Józef Hofmann) qui avaient aussi été investisseurs dans l'AR. Puis Kloss continua à produire des haut-parleurs tels que le classique KLH Model 6 et produisit l'une des premières petites radios FM avec haute sélectivité, la Model 8. Il développa aussi le premier tourne-disque solide, le KLH Model 11. En 1968, il collabora avec Ray Dolby des Laboratoires Dolby pour développer la version B du système Dolby de réduction du bruit et ainsi réduire le sifflement des cassettes. Cela déboucha sur le KLH Model 40, magnétophone à bobines, qui fut la première percée de Dolby sur le marché.
Kloss a fondé Advent en 1967. Le nom vient de la description légale the advent corporation ("advent" signifie approchant en latin) utilisée dans les documents des sociétés avant que le nom définitif de la société soit choisi. Le but original était de développer un télé-projecteur, mais en 1969 il avait quitté KLH pour construire un  remarquable système de haut-parleurs double sortie avec un caisson de graves de 10 inch (25 cm) appelé tout simplement Advent Loudspeaker (plus tard renommé Larger Advent). Il concurrença le son de l'AR Model 3a, alors haut de gamme, (qui utilisait trois sorties et un caisson de graves de 12 inch (30 cm)), et ce pour un prix trois fois plus faible. Il commença alors à travailler sur l'augmentation de la fidélité des cassettes, un format qui était originellement destiné à être utilisé pour la dictée. Kloss introduisit le Advent 201 en 1971, incorporant le Dolby B aux cassettes au dioxyde de chrome pour créer la première platine à cassettes hi-fi.
L'Advent Video Beam 1000 était finalement lancé en 1972, le premier télé-projecteur grand écran pour la maison. Cela a mené à la fondation de Kloss Video Corporation en 1977. Il y inventa le tube Novatron, qui augmenta l'efficacité des télé-projecteurs.
Cambridge SoundWorks a été fondé en 1988. Cette société avait vraiment du succès, produisant des douzaines d'appareils allant de la toujours présente radio de table des sociétés  de Kloss aux systèmes de haut-parleurs haute qualité pour ordinateurs. C'est maintenant une filiale de Creative Technology.
Kloss prit une brève retraite à la fin des années 1990, mais se retrouva bientôt cofondateur d'une autre société, Tivoli Audio. Il y créa le Model One (mono) et le Model Two (stéréo) des tables radios utilisant la technologie MESFET pour augmenter la sélectivité. Les tuner de haute qualité combinés à de bons arrangements de haut-parleurs conduisirent les critiques à appeler ces radios "Bose killers."  Cependant, le Cambridge SoundWorks Model 88 avait utilisé une technologie similaire, conduisant à un procès entre Cambridge et Tivoli Audio.
Kloss continua à travailler sur d'autres projets, mais mourut en 2002 d'un hématome sous-dural.